# Псевдоскалярное произведение

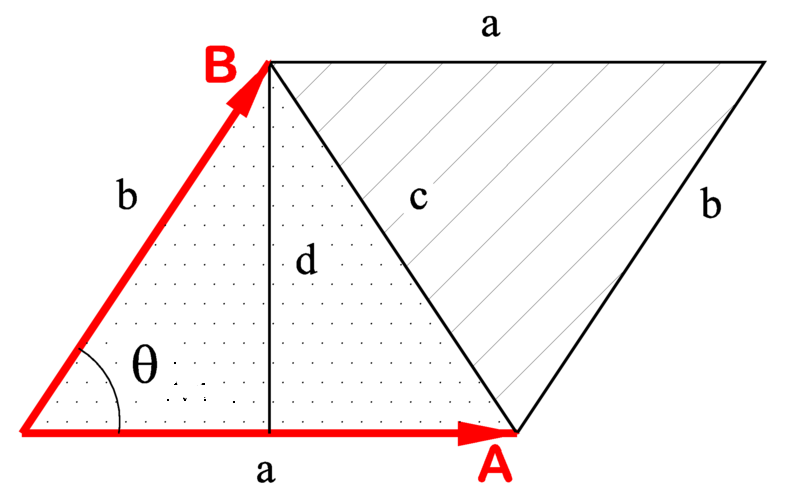

Псевдоскаля́рное произведе́ние (косо́е произведе́ние; полускаля́рное умноже́ние; квазискаля́рное произведе́ние; ориенти́рованная пло́щадь параллелогра́мма, натя́нутого на ве́кторы {\displaystyle \mathbf {a} } и {\displaystyle \mathbf {b} }) (англ. pseudo-scalar product; skew product) векторов {\displaystyle \mathbf {a} } и {\displaystyle \mathbf {b} } на ориентированной евклидовой плоскости — число
{\displaystyle \mathbf {a} \lor \mathbf {b} =|\mathbf {a} |\cdot |\mathbf {b} |\sin \theta ,}
(иногда {\displaystyle \mathbf {a} \times \mathbf {b} =|\mathbf {a} |\cdot |\mathbf {b} |\sin \theta }),
где {\displaystyle \theta =\angle (\mathbf {a} ,\mathbf {b} )} — угол вращения (против часовой стрелки, то есть в положительном направлении) от {\displaystyle \mathbf {a} } к {\displaystyle \mathbf {b} }. Если хотя бы один из векторов {\displaystyle \mathbf {a} } и {\displaystyle \mathbf {b} } нулевой, то полагают {\displaystyle \mathbf {a} \lor \mathbf {b} =0}. В этом определении стоит обратить внимание на то, что понимается под углом {\displaystyle \theta }. Здесь это не просто обычный угол между векторами, который может принимать значения только от {\displaystyle 0^{\circ }} до {\displaystyle 180^{\circ }}. Здесь это угол, на который нужно повернуть вектор именно в определённом направлении: против часовой стрелки, и поэтому он может принимать значения от {\displaystyle 0^{\circ }} до {\displaystyle 360^{\circ }}. Синус такого угла вполне может быть отрицательным, и более того, псевдоскалярное произведение будет менять знак при перемене множителей местами.
Геометрически псевдоскалярное произведение векторов представляет собой ориентированную площадь параллелограмма, натянутого на эти векторы. С её помощью удобно работать с площадями многоугольников, выражать условия коллинеарности векторов и находить углы между ними. Псевдоскалярное произведение определяется только для двумерных векторов, его аналогом в трёхмерном пространстве является тройное скалярное произведение. Также в некотором смысле аналогом является векторное произведение, из-за чего его иногда тоже неформально называют векторным произведением и обозначают как {\displaystyle a\times b} или {\displaystyle [a,b]}.

## Определение в линейной алгебре

### На ориентированной плоскости
Пусть {\displaystyle V} — ориентированная евклидова плоскость. Число {\displaystyle c} называется псевдоскалярным произведением векторов {\displaystyle \mathbf {a} } и {\displaystyle \mathbf {b} }, если:
- абсолютное значение {\displaystyle c} равно квадратному корню из определителя матрицы Грама векторов {\displaystyle \mathbf {a} } и {\displaystyle \mathbf {b} };
- знак для ненулевого {\displaystyle c} определяется как плюс, если пара векторов {\displaystyle \mathbf {a} } и {\displaystyle \mathbf {b} } положительно ориентирована, и как минус, если она отрицательно ориентирована.

Не сложно заметить, что это определение равносильно обычному геометрическому определению. Произведение длин векторов на синус есть площадь паралеллограмма, натянутого на эти вектора. Определитель матрицы Грама же квадрат площади этого же паралеллограма. То, как определяется знак, также понятно: ориентация пары векторов есть направление наименьшего поворота, поэтому если поворот наименьший в положительном направлении, то знак будет положительным, а если в отрицательном, то отрицательный. Аналогично, если поворот наименьший в положительном направлении, то угол будет меньше {\displaystyle 180^{\circ }}, и тогда синус положителен, а если в отрицательном, угол будет больше {\displaystyle 180^{\circ }} и синус отрицательный.

### На неориентированной плоскости
Пусть {\displaystyle V} — евклидова плоскость. Псевдоскалярное произведение можно определить и для случая, когда положительная ориентация не выбрана, однако тогда результатом произведения будет псевдоскаляр. Псевдоскаляр {\displaystyle c} называется псевдоскалярным произведением векторов {\displaystyle \mathbf {a} } и {\displaystyle \mathbf {b} }, если:
- абсолютное значение {\displaystyle c} равно квадратному корню из определителя матрицы Грама векторов {\displaystyle \mathbf {a} } и {\displaystyle \mathbf {b} };
- ориентация для ненулевого {\displaystyle c} определяется как ориентация пары векторов {\displaystyle \mathbf {a} } и {\displaystyle \mathbf {b} }.

## Свойства
- Линейность: {\displaystyle \mathbf {a} \lor (\lambda \mathbf {b} +\mu \mathbf {c} )=\lambda \mathbf {a} \lor \mathbf {b} +\mu \mathbf {a} \lor \mathbf {c} .} Здесь {\displaystyle \lambda }, {\displaystyle \mu } — произвольные вещественные числа.
- Антикоммутативность: {\displaystyle \mathbf {a} \lor \mathbf {b} =-\mathbf {b} \lor \mathbf {a} }.
- Выражение в координатах. Пусть задан базис {\displaystyle \mathbf {e} _{1},\mathbf {e} _{2}} и два вектора, имеющих в нём координаты {\displaystyle \mathbf {a} =(a_{1},a_{2}),~~\mathbf {b} =(b_{1},b_{2})}. Тогда

{\displaystyle \mathbf {a} \lor \mathbf {b} ={\begin{vmatrix}a_{1}&a_{2}\\b_{1}&b_{2}\end{vmatrix}}\ \mathbf {e} _{1}\lor \mathbf {e} _{2}}
Эта формула работает как для псевдоскалярного произведения в ориентированной плоскости, так и для неориентированной. Во втором случае под записями {\displaystyle \mathbf {a} \lor \mathbf {b} } и {\displaystyle \mathbf {e} _{1}\lor \mathbf {e} _{2}} понимаются числовые значения этих псевдоскаляров в базисе {\displaystyle \mathbf {e} _{1},\mathbf {e} _{2}}.
Для частного случая ортонормированного положительно ориентированного базиса (если в неориентированной плоскости, то в произвольном ортонормированном базисе) формула имеет вид:
{\displaystyle \mathbf {a} \lor \mathbf {b} ={\begin{vmatrix}a_{1}&a_{2}\\b_{1}&b_{2}\end{vmatrix}}}
В отрицительно ориентированном базисе эта формула берётся со знаком минус.
- Числовое значение псевдоскалярного произведения является инвариантом при всех невырожденных , не включающих отражений.
- Псевдоскалярное произведение {\displaystyle \mathbf {a} \lor \mathbf {b} } — это ориентированная площадь параллелограмма, натянутого на векторы {\displaystyle \mathbf {a} } и {\displaystyle \mathbf {b} }.
  - Абсолютная величина псевдоскалярного произведения {\displaystyle |\mathbf {a} \lor \mathbf {b} |} — это площадь такого параллелограмма.
  - Ориентированная площадь треугольника {\displaystyle \triangle ABC} выражается формулой
{\displaystyle S(A,B,C)={\frac {1}{2}}({\overrightarrow {AB}}\lor {\overrightarrow {AC}}),}

а его площадь, следовательно, равна модулю этой величины.
- Если рассматривать плоскость в трёхмерном пространстве, то
{\displaystyle \mathbf {a} \lor \mathbf {b} =\pm (\mathbf {a} \times \mathbf {b} )\cdot \mathbf {n} ,}

где «{\displaystyle \times }» и «{\displaystyle \ \cdot }» соответственно — векторное и скалярное произведение, а {\displaystyle \mathbf {n} } — единичный вектор нормали к плоскости. Знак плюс берется в случае, если правый базис на плоскости, дополненный вектором {\displaystyle \mathbf {n} }, образует также правый базис; в противном случае минус.
- {\displaystyle \mathbf {a} \lor \mathbf {b} =\mathbf {0} } — необходимое и достаточное условие коллинеарности ненулевых векторов на плоскости. Нулевой вектор для удобства работы с более употребительным скалярным произведением обычно считают ортогональным любому другому вектору, хотя это является произвольным соглашением.
- Это выражение также можно записать через символ Леви-Чивиты в двумерном пространстве:

{\displaystyle \mathbf {a} \lor \mathbf {b} =\sum _{i,\;j=1}^{2}\varepsilon _{ij}a^{i}b^{j}}